# Polyblastus pinguis
Polyblastus pinguis är en stekelart som först beskrevs av Johann Ludwig Christian Gravenhorst 1820.  Polyblastus pinguis ingår i släktet Polyblastus och familjen brokparasitsteklar. Inga underarter finns listade i Catalogue of Life.